# انتقال سیگنال

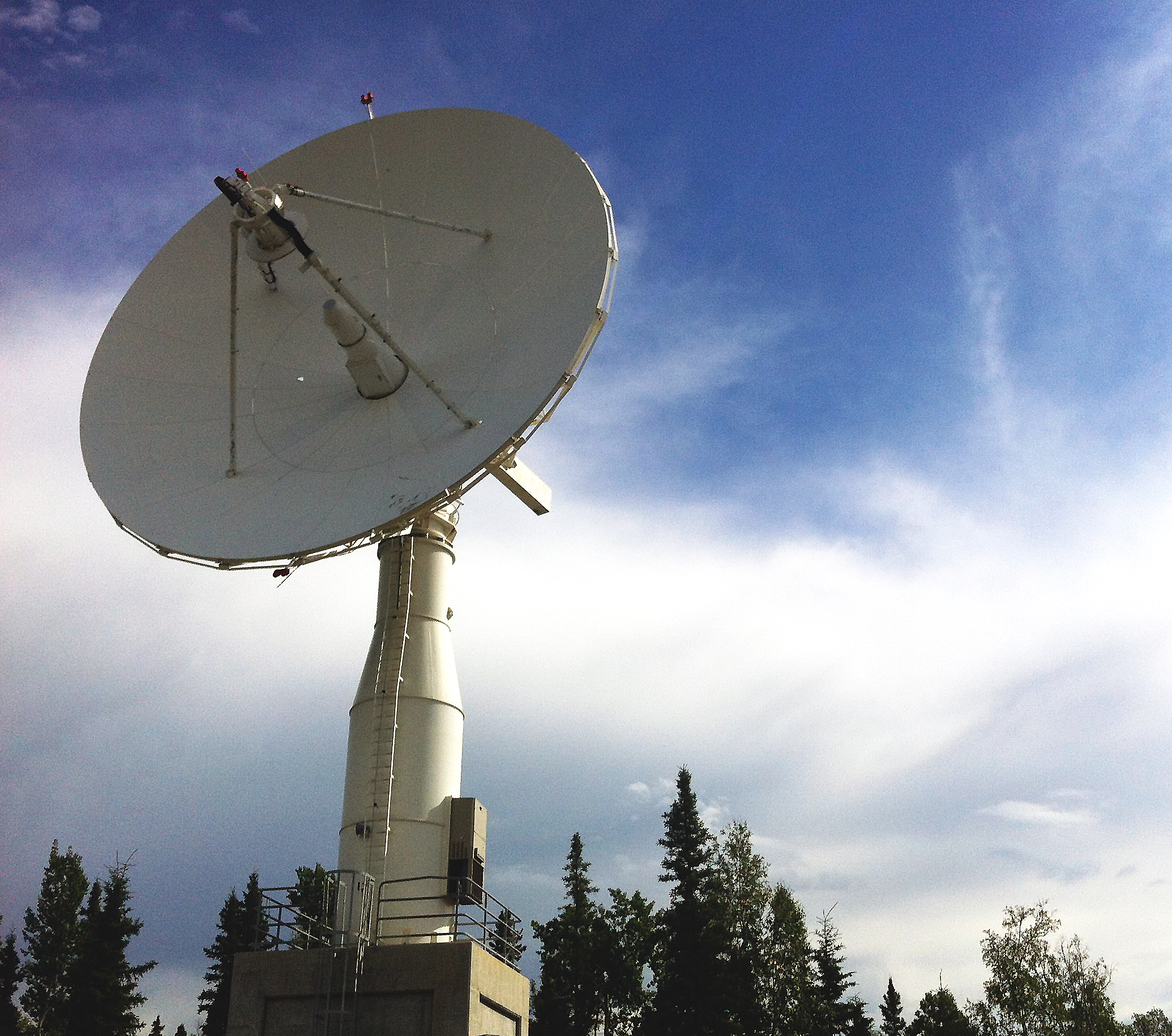
از آنتن برای انتقال امواج بی‌سیم استفاده می‌شود.

در مخابرات، انتقال سیگنال (به انگلیسی: Signal transmission) یا تراگسیلش سیگنال (با کوته‌نوشت TX یا Xmit) فرایند ارسال و انتشار سیگنال آنالوگ یا سیگنال دیجیتال در یک محیط انتقال فیزیکی نقطه به نقطه یا نقطه به چندنقطه با سیم، فیبر نوری، یا بی‌سیم است.
فناوری‌های سامانه انتقال، معمولاً به وظایف پروتکل لایه فیزیکی مانند مدولاسیون، دمودولاتور، کدگذاری خط، برابرسازی، تشخیص و تصحیح خطا، بیت هماهنگ‌ساز، تسهیم‌سازی، دیجیتالی‌سازی، و فشرده‌سازی داده‌ها می‌پردازد.
نمونه‌هایی از انتقال، ارسال‌کردن سیگنال، با یک دیرش (به انگلیسی: duration) محدود هستند، برای مثال، بسته یا مجموعه داده، تماس تلفنی، یا ایمیل است.
انتقال پیام دیجیتال یا سیگنال آنالوگ دیجیتالی‌شده، انتقال داده نامیده می‌شود.